# Particella assestamentale
La particella assestamentale è l'unità base della gestione tecnica del bosco. Il lungo ciclo biologico della bosco suggerisce che i limiti delle particelle si appoggino a elementi fisiografici stabili nel tempo, come corsi d'acqua o crinali, o infrastrutture, come sentieri, strade o elettrodotti.
Per una corretta gestione del bosco le particelle dovrebbero avere delle caratteristiche omogenee; quando ciò non sia possibile utilizzando elementi del territorio stabili si possono creare delle unità di gestione omogenee delle sottoparticelle. Queste vengono delimitate sulla carta, eventualmente riportate sul territorio e sono classificabili secondo un'unica identità colturale.
Generalmente le particelle assestamentali sono individuate da un numero, e le sottoparticelle dal numero della particella di appartenenza ed una lettera.